# Биті є. Макар
«Биті є. Макар»  — роман української письменниці Люко Дашвар 2011 року. Перша книга трилогії «Биті Є».

## Анотація книги

### Україна
Ще зі студентських років Макар мріяв про багатство. Тепер він розривається між улюбленою справою, остогидлою коханкою і дівчиною своєї мрії. Його недовге щастя побудоване на брехні, тому одного дня він втрачає все.
Чи стане йому сил все повернути? За що він буде боротися? За кохання? Гроші? Чи за власну душу?

## Рецензія
- Жанна Куява. «Биті Є»: Макар і його бригада — Коронація слова., 23 жовтня 2011
- Андрійко Бондарт. «Биті Є. Макар»: Вбиті є, Макар?. Sumno.com., 15 лютого 2012

## Відео
- Люко Дашвар у Тернополі в книгарні Є презентувала «Биті є. Макс» [Архівовано 25 вересня 2016 у Wayback Machine.]

## Видання
- 2011 рік — видавництво Книжковий клуб «Клуб сімейного дозвілля».